# Pierre-Alexandre Robin
Pierre-Alexandre Robin, né le 1er novembre 1982 à Enghien-les-Bains, est un judoka français de la catégorie des poids lourds.
Il est médaillé de bronze aux Championnats du monde 2005 et médaillé de bronze aux Championnats d'Europe 2008.